# Miriștea
Miriștea – wieś w Rumunii, w okręgu Konstanca, w gminie Mereni. W 2011 roku liczyła 24 mieszkańców.